# Miljutin Zarnik
Miljutin Zarnik, slovenski kritik, pisatelj in ilustrator, * 14. april 1873, Ljubljana, † 26. december 1940, Ljubljana.

## Življenje in delo
Po končani ljudski šoli je v rojstnem kraju obiskoval gimnazijo (1883-1892). Prvotno je bil namenjen za vojaško službo, a je po maturi odšel na umetniško akademijo v München, živel v umetniških krogih, posebej v družbi Antona Ažbeta. Hkrati je v Gradcu študiral pravo (1893–1898) in 1898 tam tudi doktoriral. V službi je bil najprej pri finančnem ravnateljstvu v Ljubljani, od 1900 na ljubljanskem magistratu (1904 postal magistralni tajnik, pozneje ravnatelj uradov na magistratu). Sredi leta 1931 je obolel in bil 1932 upokojen.
Pisal in v tisku predvsem v Slovenskem narodu je objavljal lahkotne, v slogu neizbrane in na ljudsko motiviko oprte slike kot so npr.: Gori! (1897), Birmanec (1919), Domača naloga (1925), Narodni mučenik Pepe Škrjanec (1927). Nedokončan je ostal opis poti v Rusijo Onkraj črnožoltih mejnikov. V Slovenskem narodu je objavil tudi večino poročil in kritik o kulturnih dogodkih v Ljubljani. Obširno je pisal o I. slovenski umetniški razstavi (Slovenski narod, 1900) in občasno poročal o drugih umetniških dogodkih. O slikah Srečka Magoliča je napisal kritiko (Slovenski narod, 1908). Kot podpredsednik Slovenskega umetniškega društva je govoril na otvoritvi II. slovenske umetniške razstave. Toplo je naznanil Župančičevo Čašo opojnosti (Slovenski narod 1899), ocenil Vavpotičeve in Smrekarjeve ilustracije za knjigi Frana Milčinskega Tolovaj Mataj in druge slovenske pravljice in Frana Levstika, Martin Krpan z Vrha (1918), pisal o Ivanu Tavčarju (Vesna 1921) in Antonu Aškercu (Slovenski narod, 1922), ocenil zbirko Ivana Robide Rože ob poti (Slovenski narod, 1924). Za Slovenski narod je 1921–1926 pisal obširna, deloma drastična poročila o ljubljanski drami. Uredil je knjigo Ljubljana po potresu (1910, s Franom Govekarjem) in časopis Vesna (1921, št. 3 in 4/5).
Ilustriral je zgodovinsko povest Ivana Janežiča Gospa s pristave (1894) in Finžgarjev idilični ep Triglav (1896), ter sodeloval z risbami in črticami pri humorističnem listu Jež.